# 세스 모지스
세스 소마 모지스(영어: Seth Soma Moses, 1993년 8월 2일 ~ )는 미국의 축구 선수로, 포지션은 수비수와 수비형 미드필더를 소화한다. 2015 시즌 대한민국 K리그 챌린지의 FC 안양에 등록된 바 있다. K리그 등록명은 모세스이었다.

## 클럽 경력
볼티모어에서 태어난 세스 모지스는 그 곳에서 유소년 축구를 경험한 후, 2011년 오스트리아 분데스리가의 SC 라인도르프 알타흐에 입단하였다. 이후 스위스리그에 참여하고 있던 리히텐슈타인의 구단 USV 에셴/마우렌으로 이적하였다. 2014년 미국으로 돌아와 유나이티드 사커 리그의 오렌지 카운티 SC와 계약을 맺었다.
2015년 K리그 챌린지의 FC 안양으로 임대 이적하였으며, 등번호는 2번을 부여받았다. 그러나 프리시즌에 부상을 당하면서, 리그 초기에 기회를 받지 못하였다가 우석대학교와의 FA컵 3라운드에서 86분을 소화하였다. 그러나 부상이 재발하고, 회복 기간이 길어지면서 구단과 계약을 상호 해지하는 데에 합의하였다. 그러나 모지스가 팀을 떠난 이후 6월 경, 한국프로축구연맹에 의해 FC 안양이 세스 모지스 영입관련, 에이전트 수수료에 대하여 규정을 위반한 사실이 밝혀지며 논란에 휩싸였다. 연맹의 규정상 구단은 선수 대리인(에이전트)의 서비스를 통해 양도가 이뤄지고, 그에 따른 이적료가 발생할 경우 관련 구단은 해당 선수대리인에게 이적료의 5%를 넘지 않는 선에서 수수료를 지급할 수 있다고 명시돼 있다. 그러나 FC 안양은 모지스의 임대 이적료로 4천만원의 금액을 지불하였고, 대리인에게 1천만원을 지불한 사실이 밝혀졌다. 이는 이적료의 20~30%에 해당하는 금액으로, FC 안양은 같은 시기에 구단에 있던 오스틴 베리에게도 똑같은 규정 위반을 범했다.
2017년 세스 모지스는 북미 사커 리그의 푸에르토리코 FC로 이적하였다. 시즌 종료 이후, 모지스는 자유 계약 대상자로 풀려났다.